# Radical 152
Le radical 152, qui signifie le sus, est un des 20 des 214 radicaux chinois répertoriés dans le dictionnaire de Kangxi composés de sept traits.
Le caractère Unicode de 豕 est 8C55.

## Caractères avec le radical 152
| nombre de traits          | caractères        |
| ------------------------- | ----------------- |
| Sans trait supplémentaire | 豕                |
| 1 traits supplémentaires  | 豖                |
| 3 traits supplémentaires  | 豗                |
| 4 traits supplémentaires  | 豘 豙 豚 豛 豜 豝 |
| 5 traits supplémentaires  | 豞 豟 豠 象       |
| 6 traits supplémentaires  | 豢 豣 豤 豥 豦    |
| 7 traits supplémentaires  | 豧 豨 豩 豪       |
| 9 traits supplémentaires  | 豫 豬 豭 豮       |
| 10 traits supplémentaires | 豯 豰 豱 豲 豳    |
| 11 traits supplémentaires | 豴 豵             |
| 12 traits supplémentaires | 豷                |
| 13 traits supplémentaires | 豶                |